# Aurora (kryssare)
Aurora (på ryska Avrora, med kyrilliska tecken: Аврора) var en kryssare som är en av symbolerna för ryska revolutionen 1917 då oktoberrevolutionen inleddes med ett signalskott från Aurora. Besättningen på Aurora tog även aktivt del i de inledande manövrerna i revolutionen och besköt Vinterpalatset där den provisoriska regeringen huserade. 
Fartyget är byggt 1903 på Amiralitetsvarvet i Sankt Petersburg och deltog i det rysk-japanska kriget 1904-1905 i ryska Stillahavsflottan. Aurora är numera museum och ligger förtöjt vid Nevan i stadsdelen Petrogradskij i Sankt Petersburg och besöks av tusentals turister årligen.
Hon är fortfarande en del av den ryska flottan och bemannas av värnpliktiga.

## Källor

Pansarskeppet "Aurora" i Leningrads hamn 1977.